# Tre Deckare löser Vrålande klockans gåta
Alfred Hitchcock och Tre deckare löser Vrålande klockans gåta (originaltitel Alfred Hitchcock and the Three Investigators in The mystery of the Screaming Clock) är den nionde boken i den fristående Tre deckare-serien. Boken är skriven av Robert Arthur 1968. Den utgavs i Sverige på svenska 1970 av B. Wahlströms bokförlag med översättning av Lasse Mattsson.

## Handling
Tre Deckare hittar en klocka med vrålande alarm och ett meddelande som leder till en gåta. I sina försök att hitta den förre ägaren hamnar deckarna i ett mysterium innehållande en försvunnen radioskådespelare och konsttjuvar. Samtidigt försöker de hjälpa en pojke vid namn Harry vars far sitter oskyldigt dömd i fängelse.